# Helen Dahm

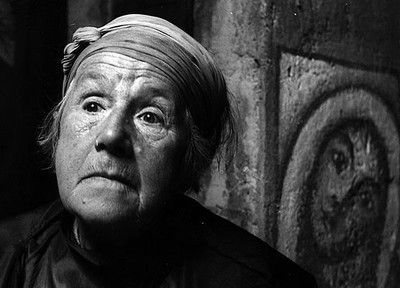
Helen Dahm in Indien, 1938

Helen Dahm oder auch Helene Dahm (* 21. Mai 1878 in Egelshofen; † 24. Mai 1968 in Männedorf) war eine Schweizer Malerin des Expressionismus.

## Leben und Werk

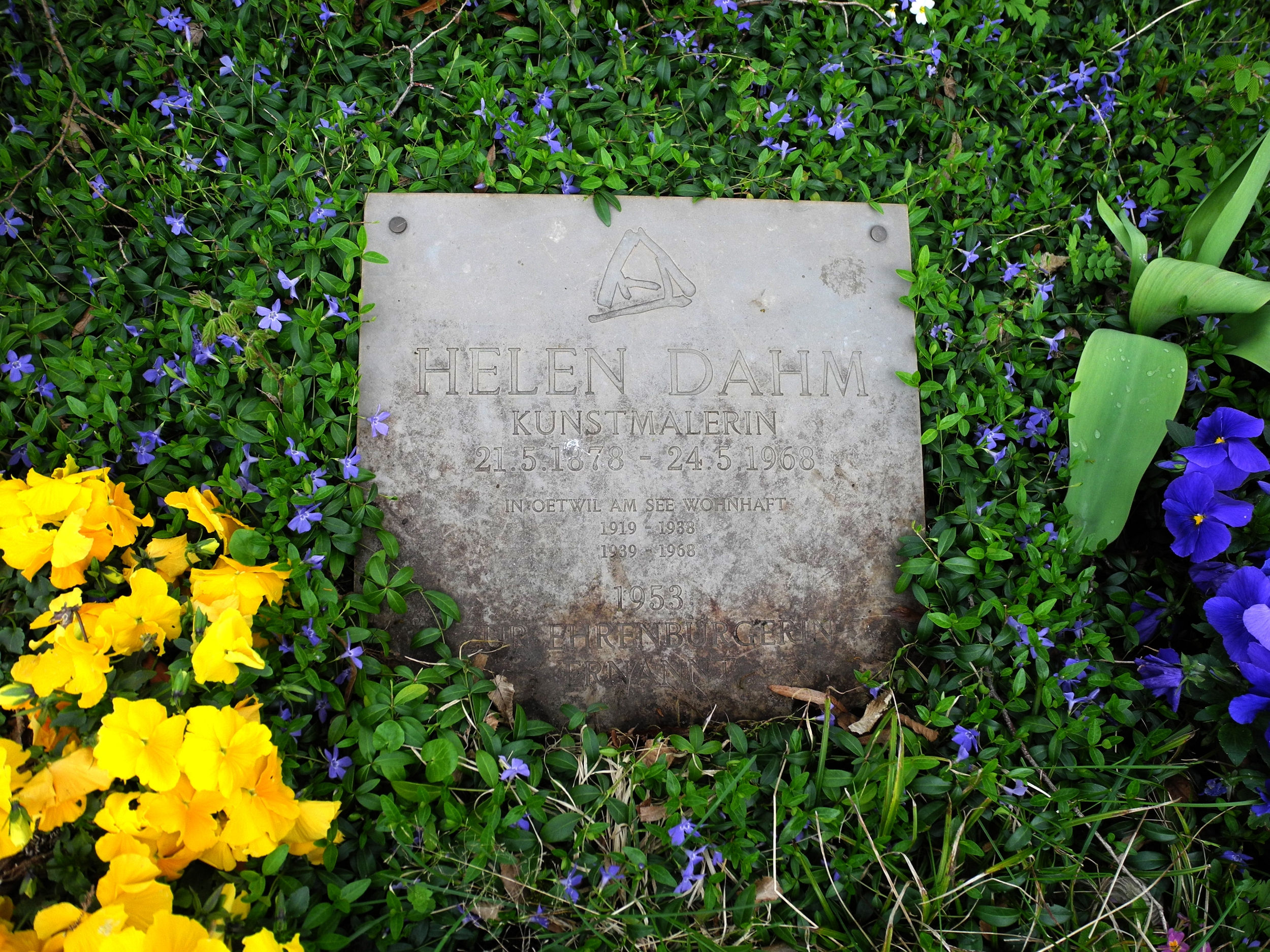
Ehrengrab, Friedhof Oetwil am See, Zürich

Helen Dahm stammte aus einer gutbürgerlichen Familie und wurde in Kreuzlingen auf Schloss Rosenegg geboren. Nach dem Konkurs des väterlichen Textilunternehmens zog die Familie 1897 nach Zürich, wo ihre Mutter eine Pension für Studenten betrieb. Den ersten Zeichenunterricht erhielt Helen Dahm an Luise Stadlers «Kunst- und Kunstgewerbeschule für Damen» bei Hermann Gattiker und Ernst Würtenberger, die ihr eindringlich zur Fortsetzung des Studiums rieten. Durch ein Stipendium konnte sie zwischen 1906 und 1913 an der Akademie der Bildenden Künste in München unter Julius Exter studieren. Innerhalb kürzester Zeit machte Dahm Bekanntschaft mit den bekanntesten Künstlern der Stadt, unter anderem Wassily Kandinsky, Franz Marc, August Macke, Gabriele Münter, Marianne von Werefkin und Alexej von Jawlensky. Der Kontakt mit der Künstlergruppe Der Blaue Reiter prägte sie stark.
Im Jahr 1913 übersiedelte Helen Dahm zusammen mit der Berliner Kunsthistorikerin und Malerin Else Strantz (1866–1947) zurück nach Zürich, wo sie ihren Lebensunterhalt mit Produktdesign verdiente. Zudem beschäftigte sie sich intensiv mit der Malerei, doch ohne grosse Anerkennung. 1919 zogen die beiden Frauen nach Oetwil am See. Nach der Trennung von der langjährigen Lebensgefährtin Else Strantz im Jahr 1932 geriet Helen Dahm in eine schwere existentielle Krise. 1938 löste sie ihren Haushalt auf und zog mit einer Frauengruppe in den Ashram von Meher Baba nach Indien. Sie beabsichtigte, auf der Suche nach einem neuen, spirituell erfüllten Leben für immer dort zu bleiben. Hauptwerk aus dieser Zeit sind die Wandmalereien für Meher Babas Grabmal. Nach ihrer schweren Erkrankung an Ruhr kehrte Helen Dahm bereits ein Jahr später in die Schweiz zurück, wo sie sich wieder in Oetwil am See niederliess.

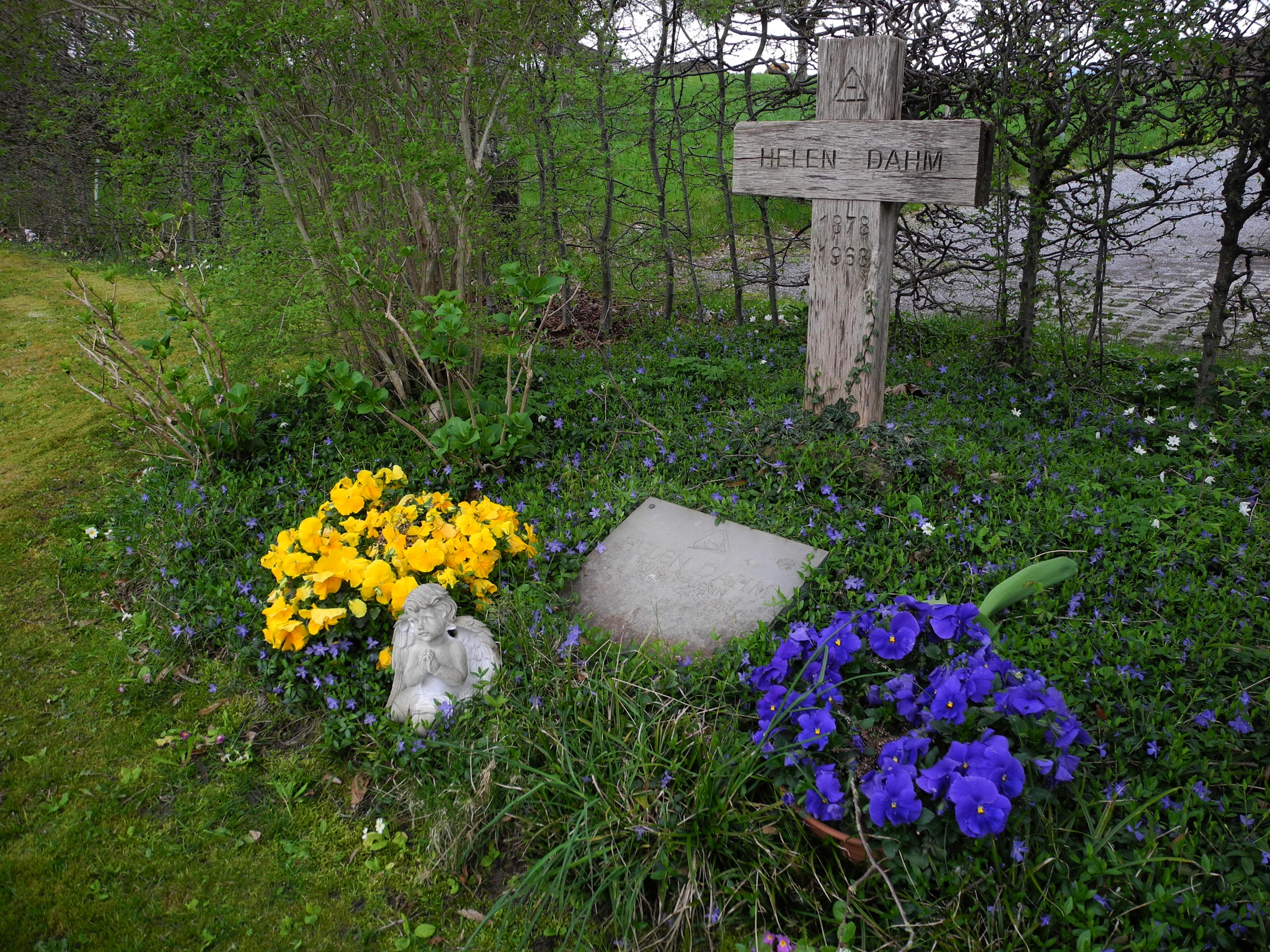
Ehrengrab, Friedhof Oetwil am See, Zürich

Neben abstrakten und mystisch-religiösen Werken setzte sich Dahm immer wieder mit der Natur- und Landschaftsdarstellung auseinander. 
Helen Dahm wurde 1953 zur Ehrenbürgerin von Oetwil am See ernannt und ihr Werk durch eine umfangreiche Retrospektive im Helmhaus Zürich gewürdigt. Dadurch gelang der ersehnte Durchbruch. Im Jahr 1954 nahm sie als erste Frau den Zürcher Kunstpreis entgegen.
Noch im hohen Alter wandte sich Dahm neuen Malstilen zu: «Immer offen und neugierig ging sie unbeirrt ihren eigenen Weg; ein hartes, farbiges, oft einsames Leben, jedoch ein erfülltes.»
Helen Dahm verstarb im Frühjahr 1968 drei Tage nach ihrem 90. Geburtstag in Männedorf.

## Helen Dahm Museum
Am Chilerain 10 in Oetwil am See, zwischen Kirche und Gemeindehaus, befindet sich auch das Ortsmuseum, dem seit 2008 das «Helen Dahm Museum» angeschlossen ist. Es wurde 2013 erweitert und zeigt im Rhythmus von ein bis zwei Jahren Ausstellungen zu verschiedenen Aspekten von Helen Dahms Schaffen. Während der Saison 2022 präsentiert es die Ausstellung «Zwei Dahmen. Klodin Erb und Helen Dahm» und macht Parallelen im Schaffen der beiden Künstlerinnen sichtbar.